# Diecezja Santa Cruz do Sul
Diecezja Santa Cruz do Sul (łac. Dioecesis Sanctae Crucis in Brasilia) – diecezja Kościoła rzymskokatolickiego w Brazylii. Należy do metropolii Santa Maria wchodzi w skład regionu kościelnego Sul 3. Została erygowana przez papieża Jana XXIII bullą Quandoquidem Servatoris w dniu 20 czerwca 1959.